# Station Sant Andreu de Llavaneres
Sant Andreu de Llavaneres is een station van Rodalies Barcelona. Het is gelegen in de gelijknamige gemeente Sant Andreu de Llavaneres en wordt bediend door lijn R1.
Het station en tevens het spoor grenst aan het strand. Het stationsgebouw is rood en wit van kleur en grenst aan de N-11. Men kan hier overstappen op regionale busverbindingen.

## Lijnen
| Eindbestemming                          | Vorig station | Lijn | Volgend station | Eindbestemming   |
| --------------------------------------- | ------------- | ---- | --------------- | ---------------- |
| Molins de Rei L'Hospitalet de Llobregat | Mataró        |      | Caldes d'Estrac | Maçanet-Massanes |